# Almadina
Almadina est une municipalité brésilienne de l'État de Bahia et la Microrégion d'Ilhéus-Itabuna.